# Рег. Прата - индустријска зона (Асти)
Рег. Прата - индустријска зона је насеље у Италији у округу Асти, региону Пијемонт.
Према процени из 2011. у насељу је живело 37 становника. Насеље се налази на надморској висини од 130 м.